# کاپلا دو آلتو آلگره
کاپلا دو آلتو آلگره (به پرتغالی: Capela do Alto Alegre) یک منطقهٔ مسکونی در برزیل است که در باهیا واقع شده‌است. کاپلا دو آلتو آلگره ۱۱٬۶۱۶ نفر جمعیت دارد.